# Las Villuercas
Las Villuercas es un espacio natural de la provincia de Cáceres, España, que junto a Los Ibores y La Jara forman la comarca Villuercas-Ibores-Jara.

## Geografía
Está situada entre el río Tajo y el Guadiana (que toma el nombre de la sierra que la rodea) en el sureste cacereño, de orografía montañosa, cuya altura máxima es el Pico Villuercas (1601 m).
En esta zona dividida en diferentes ecosistemas se encuentra una zona agreste de media montaña, con bosques caducifolios bien conservados (castañares, rebollares y robledales), a media altitud se dan alcornocales y en las dehesas vegetan las encinas.
Posee también una variada fauna compuesta por ciervos, jabalíes, ganado bovino, alberga en sus zonas más vírgenes ejemplares de lince ibérico. Ha sido declarada zona de especial protección para las aves (ZEPA) para conservar diversas especies de la zona, ya que constituye un lugar de residencia temporal y parada migratoria.
En sus 1545.05 km² residen sólo 7826 habitantes, convirtiéndose así en una de las zonas más despobladas de España.
Su localidad mayor es Logrosán.[cita requerida] Otras poblaciones de importancia son Guadalupe, donde se encuentra el Monasterio de Guadalupe, declarado Patrimonio de la Humanidad, Cañamero, Alía y Castañar de Ibor.
En esta zona se encuentra la mayor cantidad de pinturas rupestres de toda Extremadura, y son numerosos los restos arqueológicos y vestigios de las diferentes culturas que han residido en sus tierras a través de la historia.
Las Villuercas limita al norte con el río Tajo y el Campo Arañuelo, al oeste con Trujillo, al sur con el río GuadianaCijara, La Siberia y La Serena-Vegas Altas (las tres en la provincia de Badajoz), y al este con la Jara en la provincia de Toledo.

## Municipios
| Municipio            | Pedanía             | Población 2023 | Población 2011 | Población 1950 | Var. 2011-2023      | Var. 1950-2023 | Superficie | Densidad |
| -------------------- | ------------------- | -------------- | -------------- | -------------- | ------------------- | -------------- | ---------- | -------- |
| Alía                 | (Alía)              | 755 (632)      | 1028 (864)     | 5.465 ()       | - 26,56% (- 26,85%) | - 86,18% ()    | 599,51     | 1,26     |
|                      | Pantano de Cíjara   | 63             | 71             |                | - 11,27%            |                | -          | -        |
|                      | Puerto del Rey      | 6              | 16             |                | - 62.50%            |                | -          | -        |
|                      | La Calera           | 54             | 77             |                | - 29,87%            |                | -          | -        |
| Berzocana            |                     | 396            | 496            | 1.907          | - 20,16%            | - 79,23%       | 133,59     | 2,96     |
| Cabañas del Castillo | (Cabañas)           | 400 (26)       | 478 (41)       | 1.724 ()       | - 16,32% (- 36,59%) | - 76,80% ()    | 105,27     | 3,80     |
|                      | Solana de Cabañas   | 56             | 84             |                | - 33,33%            |                | -          | -        |
|                      | Retamosa de Cabañas | 72             | 58             |                | + 24,14%            |                | -          | -        |
|                      | Roturas de Cabañas  | 246            | 295            |                | - 16,61%            |                | -          | -        |
| Cañamero             |                     | 1.615          | 1.751          | 3.214          | - 7,77%             | - 49,75%       | 151,45     | 10,66    |
| Guadalupe            |                     | 1.787          | 2.063          | 3.926          | - 13,38%            | - 54,48%       | 68,19      | 26,21    |
| Logrosán             |                     | 1913           | 2.080          | 6.581          | -8,03%              | - 70,93%       | 365,31     | 5,24     |
| Navezuelas           |                     | 648            | 693            | 1.416          | - 6,49%             | - 54,24%       | 59,99      | 10,80    |
| Robledollano         |                     | 312            | 372            | 786            | - 12,67%            | - 68,72%       | 61,74      | 5,05     |
| Total                |                     | 7.826          | 8.961          | 25.019         | - 12,67%            | - 68,72%       | 1.545,05   | 5,07     |

También se suelen incluir en las Villuercas los municipios de las zonas vecinas de los Ibores y la Jara, con los que está unida formando una Mancomunidad. Estos pueblos son Aldeacentenera, Campillo de Deleitosa, Carrascalejo, Castañar de Ibor, Deleitosa y varios más.

## Turismo
La zona posee importantes restos antiguos como pinturas rupestres, castillos antiguos, el más representativo es el Castillo de Cabañas. Destacan sus paisajes, ya sean de ribera, de montaña o de llanura.
Posee una arquitectura, artesanía, gastronomía y cultura que se han conservado a través de los años.
Entre los sitios de interés más importantes destacan:

### Alía
- Iglesia de Santa Catalina, en Alía.
- Importantes construcciones de estilo mudéjar, en Alía, debido al pasado árabe de estas localidades.

### Berzocana
- Reliquias de los santos Florentina y Fulgencio así como el sarcófago de alabastro en el que se encontraron en 1223, en Berzocana.

- Iglesia catedralicia (se le llama “la segunda catedral de la diócesis de Plasencia”), declarada Monumento Histórico Nacional San Juan Bautista, en Berzocana.

- Ermita del Niño, pequeña y a la vez muy bella a escasos 5 metros de un lateral de la Iglesia.fue donada por la Beata Meneses, en Berzocana.

- Ermita de la Concepción, con su atrio techado y rematado en grandiosos arcos de granito por cada uno de sus tres laterales. a menos de 1 km del pueblo por carril en cementado, Berzocana.

- Cuevas con pinturas rupestres( existen en la mayoría de las cuevas) en Cancho de las Sabanas, tiene 2 entradas; una amplísima y otra angosta en el lado contrario, en Berzocana.

- Cuevas de Los Morales, con pinturas rupestres (posible extracción de Hierro en Prehistoria), entrada amplia 2,50 a 3,00 metros, se va adentrando en el suelo , tiene tramo angosto y finaliza en amplia sala de techo bajo, Berzocana.

- Minas de los Aguijones en el límite con Retamosa (pedanía de Cabañas del Castillo)se extraía oro, plata etc. Berzocana.

- Puente de la Mojea, de tipo Romano, con 3 arcos en orden decreciente su cimentación es de piedra y cal "el hormigón romano"(máxima dureza)Berzocana.
- Necrópolis de Miguel Pérez, en el límite oeste del término municipal. Yacimiento de época tardorromana donde han aparecido tumbas excavadas en la roca, en Berzocana.

### Cabañas del Castillo
- Castillo de Cabañas, es de origen medieval y tiene uso defensivo. Se encuentra el Cabañas del Castillo.
- Cueva del Aljibe, cerca de Retamosa de Cabañas.
- Las Apreturas del Río Almonte, cerca de Cabañas del Castillo.

### Cañamero
- Iglesia parroquial de Santo Domingo de Guzmán, en Cañamero.
- Castillo de Cañamero, restos fáciles de identificar de lo que fue. Que se encuentra en la elevación rocosa junto al pueblo.
- Presa Cancho del Fresno, lugar de baño y ocio, en Cañamero.
- Cueva de Álvarez y también conocida por la leyenda de "La Chiquita", en Cañamero.
- Ermitas de Belén y Santa Ana, en Cañamero.
- Restos arqueológicos árabes "Los Castillejos", en Cañamero.
- Dolmen del mirador y también conocida como "La Mesa de la Brujera", en Cañamero.

### Guadalupe
- Real Monasterio de Santa María de Guadalupe, en Guadalupe y que es patrimonio de la humanidad.
- Ermita del Humilladero, en Guadalupe.
- Pozo de la Nieve, en Guadalupe.
- Importantes construcciones de estilo mudéjar, en Guadalupe, debido al pasado árabe de estas localidades.
- Granja-Palacio de Mirabel.

### Logrosán
- Iglesia parroquial de San Mateo, en Logrosán.
- Minas de fosforita.
- Museo minero.

### Navezuelas
- Iglesia Parroquial de Santiago Ápostol, en Navezuelas.
- Nacimiento y curso del río Almonte, en Navezuelas y Roturas de Cabañas, donde se puede contemplar aves y mamíferos autóctonos como buitres, gatos monteses, zorros, etc.
- Pico Villuercas, en término de Navezuelas próximo por carretera a Guadalupe, donde se encuentra una base militar en desuso y desde donde se puede contemplar toda la zona.
- Campamento religioso "Río Arriba", cerca del nacimiento del río Almonte.
- Merendero del Cancho "Hurracao".
- Mirador de aves, principalmente Buitres y Águilas Reales.
- Piscina bajando al río.

### Robledollano
- Iglesia parroquial católica bajo la advocación de San Blas Obispo y Mártir, en Robledollano.
- Río Ibor, así como vegetación y fauna característica.

DELEITOSA